# Ballydoyle
Ballydoyle es un centro de entrenamiento de caballos de carreras en el Condado de Tipperary en Ireland. Es el ala de carreras de la famosa yeguada Coolmore , y ambas son propiedad de John Magnier, yerno del famoso entrenador de caballos de carreras Vincent O'Brien. El actual entrenador de Ballyoyle es Aidan O'Brien, que sucedió a Vincent O'Brien en 1995 (sin relación). El jockey oficial contratado es Ryan Moore.

## Historia
Después del After Festival de Cheltenham de 1951, Vincent O'Brien compró y mudó sus caballos a Ballydoyle, por aquel entonces una granja de 285 acres (1,2 km²) rodeada por montañas y cerca del pueblo de Rosegreen, en el Condado de Tipperary.
Vincent O'Brien entrenó en Ballydoyle a caballos de la talla de Nijinsky, Ballymoss, Sir Ivor, Roberto, Alleged, The Minstrel, El Gran Señor o Sadler's Wells. Hay una estatua de bronce de Nijinsky en las cuadras.

## Actualidad
Aidan O'Brien ha continuado los éxitos y entrenado en las instalaciones grandes caballos como Rock of Gibraltar, Galileo, High Chaparral o George Washington.
Recientemente se construyó la Giant's Causeway Stable (debe su nombre al caballo campeón residente de Ballydoyle), cuadra imponentemente equipada. La finca dispone de importantes medidas de seguridad, dado el valor de sus caballos, y Ballydoyle no está abierto al público. 